# Бірківська сільська рада (Козелецький район)
Бі́рківська сільська́ ра́да — адміністративно-територіальна одиниця та орган місцевого самоврядування в Козелецькому районі Чернігівської області. Адміністративний центр — село Бірки.

## Загальні відомості
- Населення ради: 1 334 особи (станом на 2001 рік)

## Населені пункти
Сільській раді були підпорядковані населені пункти:
- с. Бірки (330 осіб)
- с. Дешки (166 осіб)
- с. Жуківщина (562 особи)
- с. Крені (47 осіб)
- с. Романьки (125 осіб)
- с. Самсони (105 осіб)

## Склад ради
Рада складалася з 16 депутатів та голови.
- Голова ради: Ященко Ольга Захарівна

### Керівний склад попередніх скликань
| Прізвище, ім'я, по батькові    | Основні відомості                                                               | Дата обрання | Дата звільнення |
| ------------------------------ | ------------------------------------------------------------------------------- | ------------ | --------------- |
| Масол Тамара Григорівна        | Сільський голова, 1952 року народження                                          | 26.03.2006   | 31.10.2010      |
| Легкоступ Олександр Григорович | Сільський голова, 1961 року народження, освіта вища, член Партії регіонів       | 31.10.2010   | 01.01.2014      |
| Ященко Ольга Захарівна         | Сільський голова, 1958 року народження, освіта середня спеціальна, позапартійна | 25.05.2014   |                 |

Примітка: таблиця складена за даними сайту Верховної Ради України

### Депутати
За результатами місцевих виборів 2010 року депутатами ради стали:

#### За суб'єктами висування
| Суб'єкт висування                                       | Кількість обраних депутатів | %    |
| ------------------------------------------------------- | --------------------------- | ---- |
| Партія регіонів                                         | 13                          | 81,3 |
| Політична партія Всеукраїнське об'єднання «Батьківщина» | 2                           | 12,5 |
| Соціалістична партія України                            | 1                           | 6,3  |

#### За округами
| № округу                                                | Прізвище, ім'я, по батькові    | Дата визнання обраним | Освіта             | Партійна приналежність                        | Відомості про обраного депутата                      |
| ------------------------------------------------------- | ------------------------------ | --------------------- | ------------------ | --------------------------------------------- | ---------------------------------------------------- |
| Партія регіонів                                         |                                |                       |                    |                                               |                                                      |
| 1                                                       | Дубинська Оксана Василівна     | 01.11.2010            | середня спеціальна | член Партії регіонів                          | Бірківське відділення зв"язку, завідуючаззавідуюххча |
| 2                                                       | Легкоступ Надія Михайлівна     | 01.11.2010            | вища               | член Партії регіонів                          | пенсіонер                                            |
| 3                                                       | Пилипчук Любов Олександрівна   | 01.11.2010            | вища               | член Партії регіонів                          | пенсіонер                                            |
| 5                                                       | Собиченко Степан Михайлович    | 01.11.2010            | середня            | член Партії регіонів                          | пенсіонер                                            |
| 6                                                       | Ященко Ольга Захарівна         | 01.11.2010            | середня            | член Партії регіонів                          | пенсіонер                                            |
| 7                                                       | Ковбаса Надія Миколаївна       | 01.11.2010            | середня спеціальна | член Партії регіонів                          | пенсіонер                                            |
| 8                                                       | Макартецький Василь Васильович | 01.11.2010            | середня спеціальна | член Партії регіонів                          | Бірківська сільська рада, землевпорядник             |
| 10                                                      | Михайленко Ірина Олексіївна    | 01.11.2010            | середня            | член Партії регіонів                          | приватний підприємець                                |
| 11                                                      | Вертай Любов Петрівна          | 01.11.2010            | середня            | член Партії регіонів                          | Бірківський будинок культури, завідувачка            |
| 12                                                      | Симончук Галина Павлівна       | 01.11.2010            | середня            | член Партії регіонів                          | пенсіонер                                            |
| 13                                                      | Горіла Лідія Михайлівна        | 01.11.2010            | середня            | член Партії регіонів                          | пенсіонер                                            |
| 14                                                      | Лисенко Олександр Григорович   | 01.11.2010            | середня            | член Партії регіонів                          | приватний підприємець                                |
| 16                                                      | Лець Наталія Леонідівна        | 01.11.2010            | середня            | член Партії регіонів                          | ПП «Остербудсервіс», бухгалтер                       |
| Політична партія Всеукраїнське об'єднання «Батьківщина» |                                |                       |                    |                                               |                                                      |
| 4                                                       | Лепнухов Валерій Олександрович | 01.11.2010            | вища               | член Всеукраїнського об'єднання «Батьківщина» | ДЛВМ, с. Бірки, завідувач                            |
| 9                                                       | Здрілько Любов Михайлівна      | 01.11.2010            | середня            | член Всеукраїнського об'єднання «Батьківщина» | пенсіонер                                            |
| Соціалістична партія України                            |                                |                       |                    |                                               |                                                      |
| 15                                                      | Балига Сергій Володимирович    | 01.11.2010            | середня            | позапартійний                                 | приватний підприємець                                |